# 莫里斯·哈布瓦赫
莫里斯·哈布瓦赫（法語：Maurice Halbwachs，1877年3月11日—1945年3月16日），法国哲学家、社会学家，毕业于巴黎高等師範學院，以提出集体记忆这一概念而知名，对知识社会学做出贡献。